# Vassili Glotov
Vassili Konstantinovitch Glotov (en russe : Василий Константинович Глотов et en anglais : Vasili Glotov), né le 4 septembre 1997 à Barnaoul dans le kraï de l'Altaï, est un joueur professionnel russe de hockey sur glace. Il évolue au poste d'attaquant.

## Biographie

### Carrière en club
Formé au Motor Barnaoul, il rejoint les équipes de jeunes du Serebrianye Lvy Saint-Pétersbourg. Après deux saisons en junior dans la MHL, il est choisi au premier tour en 36e position de la sélection européenne 2016 de la Ligue canadienne de hockey par les Screaming Eagles du Cap-Breton. Lors du repêchage d'entrée dans la LNH 2016, il est choisi au septième tour, en 190e position par les Sabres de Buffalo. Il part alors en Amérique du Nord et évolue dans la Ligue de hockey junior majeur du Québec avec les Screaming Eagles pendant une saison puis avec les Cataractes de Shawinigan. En 2018, il joue ses premiers matchs en professionnel avec les Cyclones de Cincinnati dans l'ECHL et avec les Americans de Rochester dans la Ligue américaine de hockey. En 2011, il rejoint la KHL en signant au SKA Saint-Pétersbourg.

### Carrière internationale
Il représente la Russie au niveau international. Il honore sa première sélection et marque son premier but international le 2 mai 2023 lors d'un match amical face à la Biélorussie.

## Trophées et honneurs personnels

### ECHL
- 2019 : participe au match des étoiles.

## Statistiques

### En club
| Saison    | Équipe                            | Ligue |    | Saison régulière | Saison régulière | Saison régulière | Saison régulière | Saison régulière |   | Séries éliminatoires | Séries éliminatoires | Séries éliminatoires | Séries éliminatoires | Séries éliminatoires |
| Saison    | Équipe                            | Ligue | PJ | B                | A                | Pts              | Pun              | PJ               | B | A                    | Pts                  | Pun                  |                      |                      |
| 2014-2015 | Serebrianye Lvy Saint-Pétersbourg | MHL   | 53 | 8                | 6                | 14               | 14               | 4                | 0 | 1                    | 1                    | 4                    |                      |                      |
| 2015-2016 | Serebrianye Lvy Saint-Pétersbourg | MHL   | 42 | 23               | 32               | 55               | 34               | -                | - | -                    | -                    | -                    |                      |                      |
| 2016-2017 | Screaming Eagles du Cap-Breton    | LHJMQ | 64 | 15               | 35               | 50               | 14               | 11               | 0 | 4                    | 4                    | 2                    |                      |                      |
| 2017-2018 | Cataractes de Shawinigan          | LHJMQ | 64 | 29               | 14               | 43               | 24               | -                | - | -                    | -                    | -                    |                      |                      |
| 2017-2018 | Cyclones de Cincinnati            | ECHL  | 5  | 1                | 1                | 2                | 0                | -                | - | -                    | -                    | -                    |                      |                      |
| 2017-2018 | Americans de Rochester            | LAH   | 1  | 0                | 0                | 0                | 0                | -                | - | -                    | -                    | -                    |                      |                      |
| 2018-2019 | Cyclones de Cincinnati            | ECHL  | 68 | 19               | 31               | 50               | 14               | 11               | 2 | 2                    | 4                    | 4                    |                      |                      |
| 2018-2019 | Americans de Rochester            | LAH   | 2  | 0                | 0                | 0                | 0                | -                | - | -                    | -                    | -                    |                      |                      |
| 2019-2020 | SKA Saint-Pétersbourg             | KHL   | 11 | 2                | 1                | 3                | 2                | -                | - | -                    | -                    | -                    |                      |                      |
| 2019-2020 | SKA-Neva                          | VHL   | 33 | 12               | 5                | 17               | 6                | 10               | 2 | 3                    | 5                    | 0                    |                      |                      |
| 2020-2021 | SKA Saint-Pétersbourg             | KHL   | 2  | 0                | 0                | 0                | 0                | -                | - | -                    | -                    | -                    |                      |                      |
| 2020-2021 | HK Sotchi                         | KHL   | 36 | 5                | 4                | 9                | 6                | -                | - | -                    | -                    | -                    |                      |                      |
| 2021-2022 | HK Sotchi                         | KHL   | 43 | 13               | 11               | 24               | 12               | -                | - | -                    | -                    | -                    |                      |                      |
| 2022-2023 | HK Sotchi                         | KHL   | 7  | 0                | 1                | 1                | 0                | -                | - | -                    | -                    | -                    |                      |                      |
| 2022-2023 | SKA Saint-Pétersbourg             | KHL   | 55 | 7                | 17               | 24               | 20               | 15               | 5 | 5                    | 10                   | 2                    |                      |                      |
| 2023-2024 | SKA Saint-Pétersbourg             | KHL   | 60 | 22               | 18               | 40               | 22               | 10               | 5 | 5                    | 10                   | 8                    |                      |                      |
| 2024-2025 | SKA Saint-Pétersbourg             | KHL   | 30 | 12               | 9                | 21               | 10               | -                | - | -                    | -                    | -                    |                      |                      |
| 2024-2025 | Traktor Tcheliabinsk              | KHL   | 28 | 6                | 8                | 14               | 2                | 21               | 2 | 9                    | 11                   | 0                    |                      |                      |